# Combretum latifolium
Combretum latifolium là một loài thực vật có hoa trong họ Trâm bầu. Loài này được Blume mô tả khoa học đầu tiên năm 1826.